# Pure Heroine
Pure Heroine é o álbum de estreia da cantora e compositora neozelandesa Lorde. O seu lançamento ocorreu em 27 de setembro de 2013, através da editora discográfica Universal Music. O processo de elaboração do projeto foi iniciado em meados de 2012, dois anos após a artista ter assinado um contrato de desenvolvimento com Scott Maclachlan, representante da A&R. Foi nessa época em que Lorde realizou as suas primeiras composições com o auxílio do seu produtor, Joel Little, o que resultou na gravação de um extended play intitulado The Love Club, que foi utilizado para introduzir a cantora no cenário musical em 2013. Disponibilizado, inicialmente, de forma gratuita na plataforma SoundCloud, o registro contou com o single de estreia de Lorde, "Royals", e foi responsável por atrair a atenção dos meios de comunicação à intérprete. Depois de conseguir a aclamação dos críticos com o EP, ela continuou a fonografar o material.
Gravado no estúdio Golden Age Studios, na Nova Zelândia, sob a produção executiva e musical de Joel Little, o disco possui uma sonoridade inspirada pelos estilos dream pop e electropop, com fortes influência de música eletrônica e do pop independente, bem como do rock alternativo, e foi construído em torno de produção mínima, graves profundos e batidas programadas, enquanto a sua instrumentação é concretizada por sintetizadores, baixo e bateria. Liricamente, as faixas exploram temas comuns à juventude e fazem críticas à valorização do luxo e da beleza que as músicas contemporâneas exibem.
Pure Heroine recebeu revisões predominantemente positivas da mídia especializada, a qual prezou a habilidade vocal da artista e a mistura de diferentes estilos, bem como a sua produção, e consideraram-no um dos melhores lançamentos de 2013. Os resenhistas também elogiaram as composições feitas pela cantora, descrevendo-as como uma afronta à música produzida por artistas pops consagrados. Comercialmente, o disco também registrou uma recepção positiva, estreando na primeira posição das tabelas musicais da Nova Zelândia e da Austrália, onde se tornou um dos dez mais vendidos do ano, e qualificou-se entre os dez primeiros colocados na Argentina, na China, na Escócia, na Eslovênia, no Reino Unido, entre outras nações. Nos Estados Unidos, comercializou 129 mil cópias na sua primeira semana nas lojas e debutou no terceiro posto da Billboard 200; no Canadá, conseguiu alcançar a segunda colocação.
Para promover o álbum, quatro singles oficiais foram produzidos: "Royals", o primeiro deles, foi lançado em 8 de março, como o primeiro compacto de The Love Club, mas logo foi incluído no CD. Tornou-se um sucesso internacional de número um, atingindo o topo na Nova Zelândia e na Billboard Hot 100, dos Estados Unidos, bem como em vários outros países. Tornou-se um dos mais vendidos do ano na América do Norte e na Oceania, e rendeu a Lorde os seus primeiros Grammy Awards, inclusive o de "Canção do Ano"; "Tennis Court" foi distribuído como o segundo single na Nova Zelândia, Austrália e em partes do continente europeu; tornou-se o segundo número um alcançado pela artista na primeira nação e obteve um desempenho moderado em outros países; "Team" foi lançado como a segunda canção de trabalho nos Estados Unidos e no Canadá, e como a terceira pelo mundo, alcançando as dez melhores colocações de várias tabelas musicais; por fim, "Glory and Gore" foi liberado como o seu último single oficial, não alcançando o mesmo sucesso de seus antecessores. Como forma de divulgação do material, Lorde apresentou-se em programas televisivos e premiações e embarcou em sua primeira turnê, constituída de concertos feitos na Europa Continental e nas Américas.

## Antecedentes e desenvolvimento
O meu objetivo é fazer um trabalho coeso, que transmita a ideia de um álbum e seja algo em que terei orgulho. No momento, estou a trabalhar em um álbum e parece que, ultimamente, os discos que foram lançados não soam a um conjunto de canções coesas que se complementem e tenham significado como um grupo. Se conseguir fazer alguma coisa parecida, que sinta que é correta, verdadeira e boa, terei sido bem sucedida então.

— Lorde sobre o seu objetivo para Pure Heroine.
A partir da idade de catorze anos, Lorde, nome artístico de Ella Yelich-O'Connor, trabalhou com a Universal para desenvolver o seu som e visão artística. Ela assinou um contrato discográfico em 2009, quando tinha doze anos, após o vídeo de uma performance em que participara em um show de talentos em sua escola chegou às mãos de Scott Maclachlan, um profissional de Artistas e Repertórios da Universal Records. Maclachlan ficou impressionado com a habilidade vocal de Lorde e  imediatamente fechou um acordo de desenvolvimento com a cantora. Inicialmente colocada junta com uma sucessão de diferentes compositores na tentativa de desenvolver a sua própria música, a jovem não foi levada a sério devido à sua pouca idade; ela, então, decidiu que escreveria as suas próprias canções e, dois anos mais tarde, realizou as suas primeiras composições em sua guitarra. Com o intuito de aprimorá-las, Scott apresentou a jovem ao escritor e produtor Joel Little, que escutara as suas ideias e a ajudava a desenvolvê-las, auxiliando-a na produção, arranjos e melodia das canções. Em um pequeno estúdio, eles realizaram as gravações e, posteriormente, apresentaram-nas a Scott. Os três, então, passaram a se reunir e discutir as melhorias que poderiam ser feitas. Concluídas as gravações, Maclachlan decidiu lançar a intérprete na indústria musical. O extended play de estreia de Lorde, The Love Club (2013), foi disponibilizado gratuitamente em sua conta no SoundCloud e chegou a registrar mais de sessenta mil downloads feitos pelos seus admiradores antes de ser retirado e enviado às lojas digitais, como a Amazon.com e a iTunes Store. Recebeu elogios de críticos de música que comparam o EP ao trabalho de Sky Ferreira, Florence + The Machine, Lana Del Rey e Grimes, e alcançou a segunda posição na Nova Zelândia e na Austrália, além da 23.ª na  Billboard 200, nos Estados Unidos, onde vendeu mais de sessenta mil cópias.
Após conseguir a aclamação da crítica e do público com The Love Club, Lorde começou a trabalhar em seu primeiro álbum de estúdio. Assim como o extended play, Pure Heroine possui o trabalho do produtor Joel Little e foi gravado no estúdio Golden Age Studios, em Auckland, na Nova Zelândia. A gravação do material foi concluída em menos de um ano e foi supervisionada por Lorde e Little, sendo descrita pela intérprete como um processo bastante curto; todas as edições finais do projeto foram realizadas pela própria. Desde o início, todo o material foi escrito pela artista e co-escrito por Joel Little. Na etapa final do processo, Lorde e Scott selecionaram apenas dez canções para fazerem parte do alinhamento do CD, a fim de se evitar um "material de enchimento". Durante a gravação do álbum, Lorde afirmou que não tinha algo concreto em mente e que escutara muitos artistas de hip hop e pop, como James Blake e Lana Del Rey, a fim de encontrar o seu estilo. Mais tarde, ela mostrou ao seu namorado, James Lowe, o material que havia escrito; ele compartilhou a sua experiência em escrever canções com a cantora e a incentivou a escrever por conta própria a maior parte do disco. Além de compositora, Lorde contribuiu como co-produtora do disco, ao lado de Joel Little.

## Lançamento e capa
Em 12 de agosto de 2013, Lorde anunciou por meio de sua conta no Twitter que o seu primeiro álbum de estúdio seria intitulado de Pure Heroine. No mesmo dia, revelou o alinhamento das faixas da edição original do disco. Adicionalmente ao seu título e à lista de faixas, a cantora revelou a sua arte de capa. Com tema simplista, a obra exibe apenas o nome artístico de Ella Yelich-O'Connor e o título do disco sobre um fundo negro. Numa entrevista com o site SPEX Companies, Lorde explicou por que escolhera tal trabalho para Pure Heroine, dizendo: "Eu fiz aquilo por alguns motivos (...) Um deles é porque eu acho que a música pop é povoada por pessoas que têm a necessidade de ver como as suas pernas são, ou seios, ou o rosto. Eu só acho chato porque eu acho que música não deveria ser sobre isso. Eu gosto de como a capa do álbum [Pure Heroine] parece ser clássica e poderia ter cinquenta anos, ou algo dessa era. E o que eu gosto é que isso não tem nada a ver com música, então você tem que escutar ele. Completamente, você não pode julgá-lo pela capa, porque não tem uma capa para você julgar. Acho legal o fato de as pessoas terem que escutá-lo para julgá-lo".
Dias depois, em 16 de agosto, a cantora confirmou a data de seu lançamento na Austrália. Em 24 de setembro seguinte, a fim de promover o material, ela o disponibilizou inteiramente para audição apenas nos Estados Unidos. Além disso, a campanha publicitária contou com trechos das letras de suas canções sendo exibidos em ônibus e vitrines, além de serem enviados via fax aos meios de comunicação. Pure Heroine também foi editado em uma versão especial, contendo seis faixas adicionais. Ambas as edições foram lançadas em formato físico e digital em lojas internacionais e virtuais, como Amazon.com e iTunes Store. Na Nova Zelândia, a versão-padrão foi enviada às lojas em 27 de setembro, assim como na Austrália. Nos Estados Unidos, foi lançada no dia 30 do mesmo mês e em 1.º de outubro no Canadá. Já na Irlanda e no Reino Unido, foi disponibilizada apenas nos dias 25 e 28 de outubro, respectivamente. A sua edição especial somente foi disponibilizada, contudo, em 13 de dezembro, através do iTunes na América do Norte, e, posteriormente, passou a ser distribuída em outros continentes.

## Composição
| “ | Eu, na verdade, não tinha um som especifico em mente quando comecei a gravação. Eu sempre ouvia hip-hop e música eletrônica, e também o pop top 40 (...) Eu realmente gosto de música minimalista, também. Eu não toco qualquer instrumento, então minha voz precisa ter o foco. | ” |

Em termos musicais, Pure Heroine é um álbum de estilos dream pop e electropop, bastante influenciado pela música eletrônica e pela música independente. Construído em torno de produção mínima, graves profundos e batidas programadas, possui o trabalho de sintetizadores em sua composição e também aborda elementos de gêneros hip hop e rock alternativo. Liricamente, o disco explora temas relacionados à juventude, como a ansiedade social, o anseio romântico, o descontentamento, o tédio, a insegurança, a inadequação e o medo, utilizando-se de uma visão madura e crítica, e desvalorizando o luxo e a beleza ostentados pelos artistas pops contemporâneos.
Para Scott Interrante, do PopMatters, Pure Heroine explora a adolescência na era digital, através de um ambiente sonoro fresco, sombrio e mal-humorado. O álbum abre com "Tennis Court", uma faixa de andamento calmo e de estilos EDM, influenciada pelo pop independente e pelo hip hop, que fala sobre a fama recém-descoberta de Lorde e o quão pouco ela se importa com isso. A ponte da canção foi descrita pelo The Huffington Post como perfeita, por se tratar da avaria causada pela indústria musical nos artistas pops. O segundo número, "400 Lux", é uma canção pop minimalista e, de acordo com o Examiner, reflete a favelização no paraíso, sendo descrita pelo blog Idolator como a mais próxima a falar sobre o amor em Pure Heroine. "Royals" também se trata de um pop minimalista, com influências do electropop e da música grime, e com uma batida acompanhada por estalos de dedo que se repete e ecoa. Liricamente, a faixa menospreza as canções que ostentam artigos de luxo, pelos quais ela e seus amigos não têm interesse, e o estilo de vida de artistas pops contemporâneos.
"Ribs" deriva de origens estilísticas de deep house e electropop, e reflete o seu medo de envelhecer, a descoberta de sua maturidade e os problemas provenientes dela. A quita faixa, "Buzzcut Season", é acompanhada por acordes melancólicos de piano e pela percussão do xilofone. Recusando a realidade, de acordo com os analistas, "Buzzcut Season" critica a ridícula vida moderna e o modo como ela é exposta pelos meios de comunicação, sendo boa ou ruim. Em seguida, vem "Team", uma mescla do pop e do rock alternativos com o EDM e sua melodia é concretizada através de sintetizadores, baixo e bateria. Tornando a terra natal da cantora assunto abordado, o seu lirismo, de acordo com a própria, presta um tributo ao seu círculo de amigos e ao seu país de nascimento. Além disso, retrata o descontentamento de Lorde com a música pop moderna e reflete a diferença entre o que essas canções exibem aos ouvintes e a realidade em que estes vivem. A sétima pista é "Glory and Gore", um híbrido de estilos chillwave e hip hop alternativo, que também contém influência do electropop. Utilizando-se de metáforas em sua letra, "Glory and Gore" compara as lutas dos gladiadores à cultura das celebridades modernas para alcançar a fama. Também mostra o desprezo da cantora em relação à obsessão da sociedade com a violência moderna. O próximo número é a balada "Still Sane", que apresenta em sua melodia o minimalismo sonoro de "Ribs" e relata a sua ambição e o medo de como a fama afetá-la-á, enquanto ela garante estar ciente das mudanças que vem vivenciando. "White Teeth Teens", a nona faixa, é uma canção de estilos doo wop e rock independente e alternativo minimalistas, com Nick Levine, da revista Time, comparando-a aos trabalhos de Santigold. Liricamente, critica a sociedade e a forma com que determinados grupos se sentem superiores aos outros, reprovando o modo como aqueles são vistos e como eles realmente são. Pure Heroine encerra-se com "A World Alone", a melodia mais longa do álbum. Substituindo as batidas eletrônicas por acordes de guitarra, Lorde mostra estar ciente de seu repentino sucesso e, mesmo tendo pessoas que a apoiam e aprovam o seu trabalho, no fim ela estará só.

## Repercussão

### Crítica profissional
| Críticas profissionais | Críticas profissionais |
| Pontuações agregadas   | Pontuações agregadas   |
| Fonte                  | Avaliação              |
| ---------------------- | ---------------------- |
| Metacritic             | 79/100                 |
| Avaliações da crítica  |                        |
| Fonte                  | Avaliação              |
| AllMusic               | [ 56 ]                 |
| Billboard              | (94/100)               |
| The A.V. Club          | (B +)                  |
| PopMatters             | [ 25 ]                 |
| The Guardian           | [ 58 ]                 |
| The New Zealand Herald | [ 59 ]                 |
| Drowned in Sound       | [ 60 ]                 |
| Rolling Stone          | [ 61 ]                 |
| Slant Magazine         | [ 54 ]                 |
| Clash Music            | [ 49 ]                 |

Após seu lançamento, Pure Heroine recebeu comentários bastante positivos da crítica especializada, que elogiaram a sua produção e as habilidades de Lorde como letrista e vocalista. O portal Metacritic, com base em 28 resenhas, concedeu ao disco uma média de 79 pontos, em uma escala que vai até cem, indicando "análises geralmente positivas". Jason Lipshutz, da revista Billboard, classificou o álbum com 94 pontos, descrevendo-o como "imaculado", e que, de acordo com ele, mesmo sendo lançado no mês de setembro de 2013, onde materiais inéditos dos mais diferentes músicos também eram divulgados, Lorde se destacava por ser a mais impressionante vocalmente e pelas letras provocadoras. Lipshutz comparou ainda o trabalho do produtor Joel Little na obra, nomeadamente no baixo, nos loops e nos ritmos, com as composições das bandas britânicas de música eletrônica Massive Attack e The XX. Além disso, ele caracterizou o álbum como "honesto e viciante", declarando que a era de Lorde estava apenas começando.
Guilherme Tintel, do portal brasileiro It Pop, elogiou a produção homogênea de Pure Heroine e o comparou à estreia de Lorde, afirmando: "Talvez tenhamos sentido falta de algumas misturas menos óbvias, como aconteceu no The Love Club, mas isso não tornou a produção menos interessante, fazendo-o ser, inclusive, um dos discos de estreias mais legais que escutamos nesses últimos anos". Jim Farber, do periódico norte-americano New York Daily News, comparou os timbres vocais de Lorde aos da britânica Adele e afirmou que o estilo formado pela neozelandesa foi inspirado por Lana Del Rey, mas que Lorde consegue fazer músicas melhores e com mais convicção; segundo Farber, como Del Rey, Lorde faz canções uniformemente lentas, pessimistas e encharcada de sintetizadores, mas que se beneficiam de texturas mais finas e sutis variações do trip hop dos anos 1990.
Thomas Erlewine, da base de dados AllMusic, também comparou Lorde a Lana Del Rey. Sendo, contudo, mais negativo em sua revisão, Thomas proferiu: "Pure Heroine parece apontar para a verdade, mas a verdade é [que] Lorde é uma invenção pop tanto quanto Lana Del Rey e não é tão honesta sobre as suas intenções". Numa análise mais positiva, Jon Dolan, da revista Rolling Stone, descreveu o disco como: "Surpreendentemente verdadeiro e completamente formado", e sentiu que ele: "Transmite um sentimento surpreendentemente real e envolvente, caracterizado por algumas faixas com ritmos aconchegantes de pós-hip hop, e letras tão arrebatadoras que podem parecer, simultaneamente, arrogantes e pensativas". Jon Hadusek, do site Consequence of Sound, descreveu as letras da cantora como autoconscientes e cognitivas, e afirmou que Lorde é claramente uma compositora talentosa; sobre Pure Heroine, Jon escreveu: "É um álbum muito adulto, apesar de seus temas adolescentes, e se você dá a mínima para boas canções pops, então você deve escutá-lo". A revista NME foi mais negativa em sua análise ao preferir que todas as faixas seguem o mesmo padrão lânguido através de ritmos idênticos e que a maioria das letras abordam o mesmo tema: Lorde está entediada. Robert Copsey, do site Digital Spy, descreveu o álbum como: "Uma estreia surpreendentemente confiante", e afirmou que, com alguns ajustes, tem o potencial de fazer de Lorde a próxima estrela global. No The Boston Globe, James Reed chamou Pure Heroine de inteligente e imediatamente insidioso.

### Reconhecimento
Pure Heroine foi listado por diversos críticos musicais como um dos dez maiores lançamentos de 2013 em várias publicações de final de ano. A página on-line australiana FasterLouder colocou-o na primeira posição de sua lista e descreveu Lorde como: "A estrela pop  menos provável", enquanto que a Rolling Stone qualificou o álbum no número sete na lista dos cinquenta melhores de 2013, nomeando-o a melhor estreia do ano referido.
Kevin McFarland, crítico do periódico The A.V. Club, colocou o disco no número nove em sua lista "Os 23 Melhores Álbuns de 2013", e declarou que, com Pure Heroine, Lorde projeta uma confiança prodigiosa para o futuro. No blog Idolator, Sam Lansky classificou-o como o terceiro melhor lançamento do ano, descrevendo-o como: "Uma joia", que fica ainda melhor se escutado várias vezes, ao passo que o jornal The Daily Telegraph colocou Pure Heroine na segunda posição de sua lista e Jesse Cataldo, da Slant Magazine, encerrou o top três do seu catálogo com o disco, o qual ele chamou de: "Conciso e repleto de canções pop surpreendentemente maduras". Ele também se destacou na lista publicada por Jon Pareles, no jornal The New York Times, onde foi eleito o melhor disco de 2013, sendo elogiado por seus: "Brilhantes vocais e harmoniosos coros angelicais", ao passo que Jason Lipshutz, da revista Billboard, nomeou-o como o quarto melhor disco do ano em questão e afirmou que: "Pure Heroine estende os limites da música pop graças à tendência de Lorde para refrões inteligentes e pegajosos em cima de batidas nebulosas", elogiando a produção de Joel Little e dando ênfase às faixas "Royals" e "Team". Além dessas, o álbum também se destacou nas listas das revistas Evening Standard (2.ª posição), Slate (8.ª posição) The New Republic (9.ª posição) e Chash Music (10.ª posição), nos tabloides The Boston Globe (5.ª posição), Wall Street Journal (6.ª posição), The Austin Chronicle (10.ª posição), The Daily Beast (6.ª posição), na rádio WBEZ (5.ª posição) e no site Amazon.com (7.ª posição).
Além das listagens de fim de ano feitas pelos críticos, Pure Heroine foi incluído em diversas premiações musicais ao redor do mundo. Em 2014, o álbum venceu os troféus de "Álbum do Ano" e "Album Pop" no New Zealand Music Awards e concorreu à categoria "Álbum Pop Favorito" no American Music Awards.
Além disso, também recebeu indicações às premiações Billboard Music Awards na categoria "Melhor Álbum de Rock", vindo a perder o prêmio para Night Visions, do grupo Imagine Dragons, e ao prêmio "Melhor Álbum da Nova Zelândia do Ano" no Taite Music Prize, onde obteve êxito.
A obra também concorreu a quatro categorias na 56.ª edição dos Grammy Awards: "Canção do Ano", "Melhor Performance Vocal Pop Feminina", "Gravação do Ano" e "Melhor Álbum Vocal Pop", tendo vencido as duas primeiras. Deste feito, Lorde tornou-se a neozelandesa mais jovem a conquistar um troféu nos Grammy Awards e converteu-se no terceiro ato mais jovem a levar a estatueta.

## Singles
"Royals" foi lançado como single de estreia de Lorde em 8 de março de 2013. Incluso primeiramente em The Love Club  (2013), a obra recebeu aclamação dos críticos musicais, que elogiaram a sua instrumentação e os vocais da cantora, considerando-o um dos maiores lançamentos de 2013. Estreou no topo da tabela musical da Nova Zelândia, onde se manteve por três semanas consecutivas, e tornou-se a segunda canção mais vendida no país. Internacionalmente, foi um sucesso de número um; nos Estados Unidos, conquistou a liderança da Billboard Hot 100 por nove semanas seguidas, convertendo Lorde na primeira neozelandesa a alcançar tal colocação e na mais jovem cantora a culminar na tabela desde Tiffany, em 1987. Além disso, ficou na primeira posição da Alternative Songs por sete semanas consecutivas, tornando-se no trabalho de uma artista feminina solo a permanecer por mais tempo no topo e, ainda, fez de Lorde a primeira cantora em dezessete anos a liderar a tabela. "Royals" foi a música mais vendida por uma cantora no país, com mais de 4.415 milhões de unidades comercializadas, e a quinta em uma classificação geral. Até abril de 2014, havia distribuído mais de 5.4 milhões de réplicas nos Estados Unidos e mais de dez milhões pelo globo, tornando-se um dos singles com mais downloads pagos no mundo. O vídeo musical acompanhante foi dirigido por Joel Kefali e retrata a vida de quatro rapazes em um dia comum, mostrando cenas deles realizando ações do cotidiano em câmera lenta. Até agosto de 2014, a produção possuía mais de 315 milhões de visualizações na plataforma Vevo.
Três meses após a sua estreia, "Tennis Court" foi liberado como o segundo single de Pure Heroine na Oceania e em partes do continente europeu. Foi recebido com análises positivas pelos profissionais especializados, os quais prezaram novamente as habilidades vocais de Lorde e o seu lirismo e melodia, descrevendo-o como um dos destaques do CD. Conquistou o primeiro lugar da lista oficial das mais vendidas da Nova Zelândia, tornando-se o segundo número um alcançado por Lorde no país. Em nível internacional, obteve um desempenho moderado, alcançando o top vinte na Ucrânia, na Austrália, entre outros, enquanto que na Billboard Hot 100 atingiu a 71.ª posição, figurando no nono lugar da lista voltada para melodias de estilo rock. O vídeo musical correspondente também foi dirigido por Joel Kefali e mostra a cantora em um fundo preto, interpretando os versos "Yeah" da canção. Até abril de 2014, a gravação havia sido assistida mais de 36 milhões de vezes.
Em 13 de setembro, "Team" foi lançada como a terceira canção de trabalho do disco na Nova Zelândia e Austrália, e como a segunda no Norte da América e em alguns países da Europa Continental. Os analistas da imprensa musical apreciaram a obra por seu estilo, letra e pela entrega vocal de Lorde. Comercialmente, desfrutou de um sucesso favorável; alcançou o terceiro lugar em território neozelandês e no Canadá, enumerando-se dentre as vinte mais compradas de países como a Suíça, a Alemanha, a Dinamarca e a Áustria. Nos Estados Unidos, listou-se na sexta colocação da Billboard Hot 100 e vendeu mais de três milhões de downloads. O teledisco musical de "Team" foi dirigido por Young Replicant e exibe ao espectador um mundo de adolescentes, onde Lorde é a rainha. Nos dias 23 e 30 do mesmo mês, "Ribs" e "Buzzcut Season" foram lançados como singles promocionais de Pure Heroine; atingiram as 26.ª e 29.ª posições no periódico da Billboard destinado a canções de rock, respectivamente, e conseguiram entradas nas tabelas streamings da Austrália e do Reino Unido, enquanto o primeiro alcançou a 29.ª na Nova Zelândia. Em dezembro, "No Better" foi lançado como single promocional da versão especial de Pure Heroine e, em 11 de março de 2014, "Glory and Gore" foi liberado como o último single da versão oficial do CD, ambos falhando em obter o destaque dos seus antecessores; este último, contudo, conseguiu a 16.ª posição na Nova Zelândia e a 17.ª no periódico genérico da Billboard destinado a melodias alternativas, enquanto que na Billboard Hot 100 atingiu a 68.ª colocação.

## Divulgação

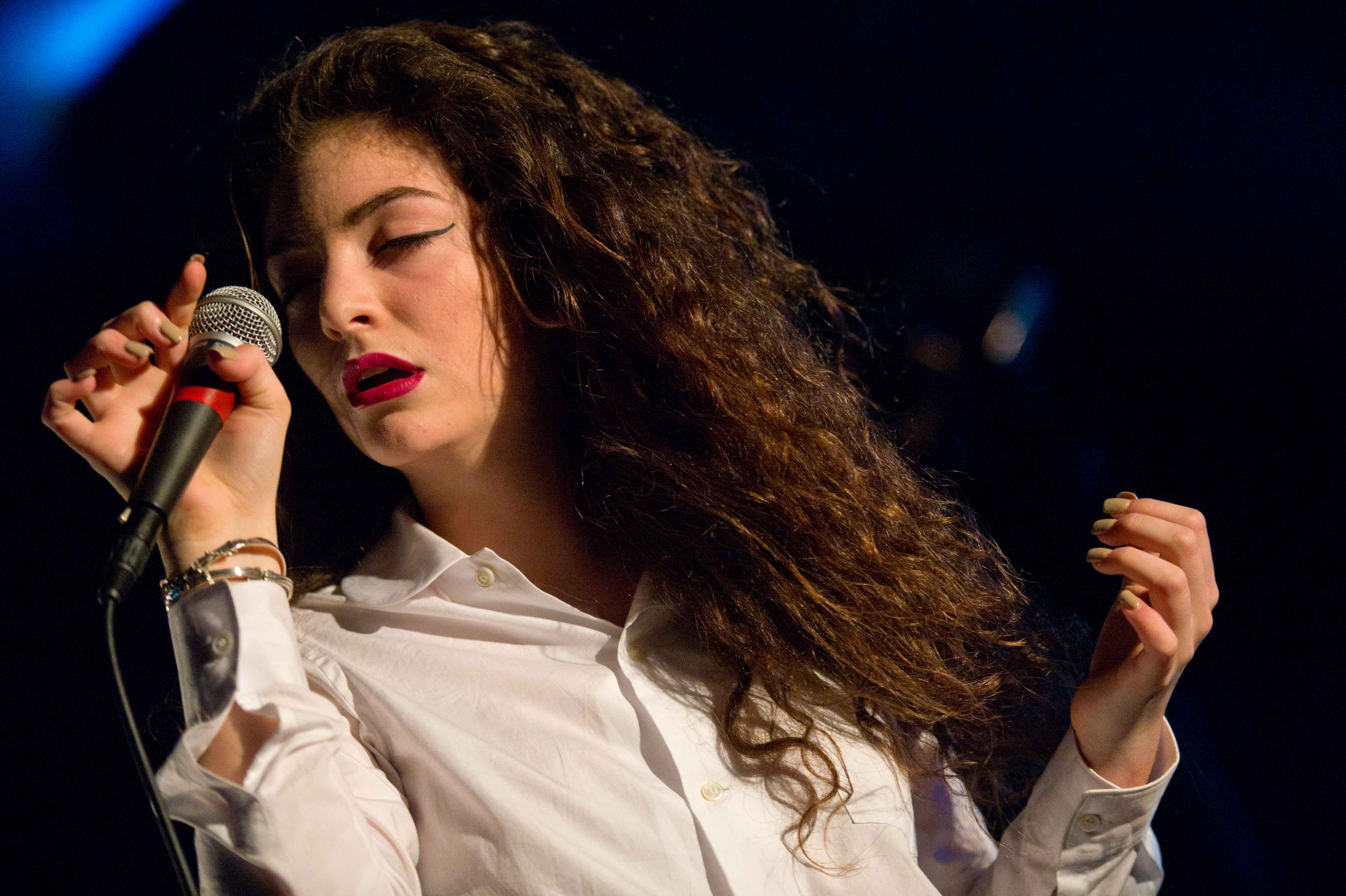
Lorde a atuar ao vivo em Seattle, em 2013.

Lorde apresentou-se pela primeira vez em um grande concerto em 7 de setembro de 2013, no festival iHeartRadio; antes disso, a cantora havia apenas realizado performances para um público pequeno. Na Austrália, a sua primeira grande apresentação ocorreu no Splendour In The Grass, para mais de dez mil pessoas, onde ela substituiu o cantor Frank Ocean, que havia cancelado o show em última hora. Em 18 de setembro de 2013, a intérprete apresentou "Royals" no programa televisivo 3rd Degree, na Nova Zelândia, e, neste mesmo dia, realizou pela primeira vez uma entrevista com a imprensa, concedendo-a à jornalista Samantha Hayes. Posteriormente, a cantora dirigiu-se à Inglaterra, para realizar uma performance da mesma canção no Later..., de Jools Holland, da rede BBC e, no mesmo dia, subiu ao palco da casa de shows Madame Jojo’s, em Londres. Pouco depois, em 1.º de outubro, ela fez a sua primeira aparição em uma rede de televisão norte-americana, através do programa Late Night, de Jimmy Fallon, na rede NBC, onde interpretou a mesma canção e "White Teeth Teens", sendo elogiada pelos meios de comunicação por sua presença de palco impressionante para uma garota de dezesseis anos. Antes disso, em 25 de setembro, ela havia se apresentado no teatro The Fonda, em Los Angeles; usando um longo vestido preto e com o palco pouco iluminado, Lorde abriu o show com "Bravado" e, em seguida, cantou "Biting Down", ambas do extended play The Love Club e inclusas apenas na versão especial de Pure Heroine. Da versão padrão do CD, "Glory and Gore" foi a primeira faixa interpretada, seguindo-se as demais faixas do disco, além de um cover de "Hold My Liquor", do rapper Kanye West. O espetáculo também foi elogiado pelos especialistas e pelo público. Em 3 de outubro, a cantora realizou um concerto em uma casa de espetáculos no Brooklyn, onde utilizou a mesma setlist do show anterior e apresentou a sua própria vertente de "Swingin Party", da banda de rock alternativo The Replacements.

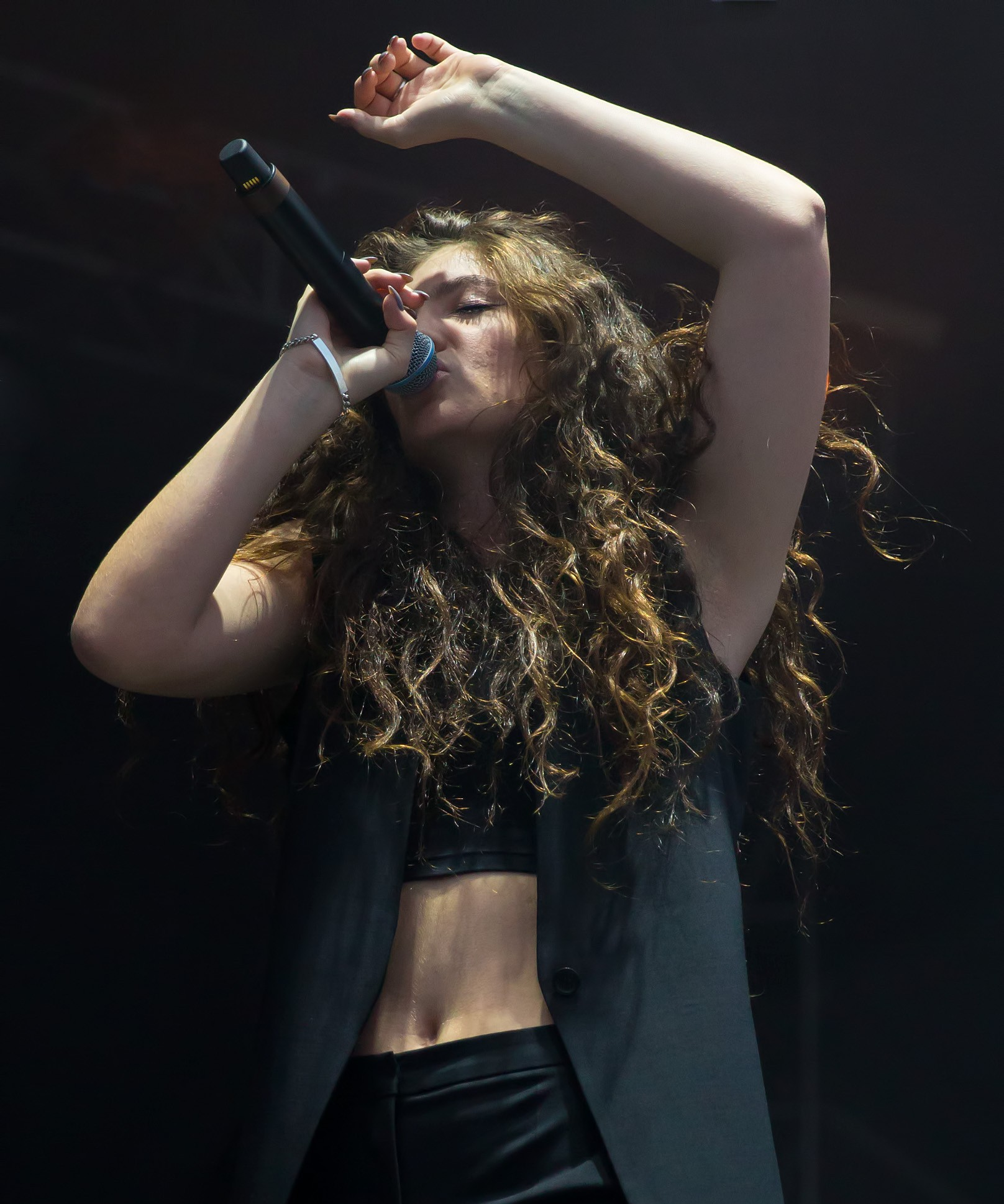
Lorde a atuar ao vivo durante a sua turnê, no Texas, em 2014.

No dia 9 do mesmo mês, Lorde continuou divulgando "Royals" e Pure Heroine no The Ellen DeGeneres Show, da comediante Ellen DeGeneres, dirigindo-se, um dia mais tarde, para o Canadá para apresentar aquela canção e "Buzzcut Season" na rádio Studio Q, de Jian Ghomeshi. Continuou a divulgação no Late Show, de David Letterman, da rede CBS Television Studios, interpretando pela primeira vez o single "Team" em uma rede de televisão na América do Norte. O concerto durou cerca de 25 minutos e foi transmitido on-line através da plataforma Vevo, com Lorde apresentado faixas como "Bravado", "Ribs", "Royals", entre outras de Pure Heroine. Lorde apresentou "Royals" novamente durante a abertura do New Zealand Music Awards de 2013 e, no mês seguinte, interpretou "Team" durante o ARIA Awards. Em dezembro, a cantora embarcou em sua primeira digressão. No anuncio das datas, foi definido que o seu primeiro concerto seria realizado no início de 2014, na Nova Zelândia, e o seu encerramento no primeiro semestre do ano, no Brasil. A turnê contou com concertos realizados em países do continente europeu e das Américas, como na Argentina, no Texas e em Roma. Ainda em dezembro, foi anunciada a sua etapa norte-americana. Ela se iniciou em 3 de março no Austin Music Hall, em Austin, e foi encerrada no dia 26 de mesmo mês, em Oakland, na Califórnia, e foram feitos, no total, dezesseis shows.
A intérprete foi escalada para se apresentar na 56.ª edição dos Grammy Awards em 2014. Com um visual descrito como "obscuro", a artista usou uma camiseta sem mangas branca, calça preta, cabelo alisado e unhas pintadas de preto até a metade dos dedos, além do batom escuro. Ela cantou novamente "Royals" durante a cerimônia, mas com algumas alterações em sua instrumentação. A apresentação, que contou com projeções de estátuas atrás da cantora, também foi elogiada pela mídia e por personalidades como Mac Miller e a modelo Chrissy Teigen. Em 19 de fevereiro seguinte, a neozelandesa apresentou novamente a canção em uma versão remixada pela banda de música eletrônica Disclosure no BRIT Awards de 2014; em maio, apresentou-se no Billboard Music Awards, onde executou "Tennis Court" e, no mês seguinte, cantou um medley de "Tennis Court" e "Team" no MuchMusic Video Awards de 2014. No mês anterior, contudo, Lorde foi umas das atrações do Coachella Festival, na Califórnia; a jovem abriu o concerto com "Glory and Gore", interpretando, ainda, faixas de The Love Club, como "Million Dollar Bills". Para continuar divulgado o material nos Estados Unidos, uma segunda etapa da digressão foi iniciada em agosto, no festival Lolapalooza, em Chicago, encerrando-se em outubro, no Austin City Limits Music Festival. Também em agosto, ela embarcou na etapa neozelandesa da turnê, que se iniciou em 27 de outubro e terminou em 1.º de novembro.

## Impacto
Uma jovem garota vem do nada, cuidando de si mesma contra todos os Dr. Lukes e Mileys e RiRis do mundo enquanto mantém seu controle e integridade no processo. É uma história que não ouvimos desde... Adele, em 2011, quando ela lançou seu próprio álbum comercializado fora de uma determinada marca de virtuosismo e juventude (o ubíquo 21).

— Nick Messitte, da Forbes, comentando sobre o impacto causado por Pure Heroine no mercado musical pop.
O lançamento de Pure Heroine e o seu sucesso comercial geraram um forte impacto no cenário musical atual. Elogiado por ser um material mainstream coeso e por desafiar a música pop contemporânea produzida por artistas como Miley Cyrus e Rihanna, o álbum fez de Lorde o centro das atenções dos críticos musicais e foi considerado por muitos como uma obra-prima pop. Ainda foi elogiado por quebrar as barreiras necessárias para se alcançar o sucesso e por fazer Lorde provar que, para ser universalmente aceito, "não é preciso ser estúpido", com Scott Interrante, do portal PopMatters, afirmando que o disco mostra uma visão crítica de Lorde em relação à cultura de massa e a artistas como Selena Gomez,  Taylor Swift e Justin Bieber. Adam Pyarali, do The Mood of Music, sentiu que o registro direciona a sua mensagem à geração criada pela Internet e que, nele, Lorde ataca sites como Perez Hilton e TMZ, por promoverem a obsessão dos jovens em converter celebridades em ídolos. Para editores do portal R7: "Lorde se diferencia de muita coisa que faz sucesso hoje em dia. Mais que uma aposta, ela é uma certeza. Certeza de que existe espaço para todos os tipos de artistas num mercado tão competitivo. Certeza de que é possível encontrar música boa em qualquer lugar do planeta. Certeza de que idade não significa nada".
Todd Van Luling, do The Huffington Post, levando em consideração o repentino sucesso obtido pela cantora, chamou-a de "A Próxima Nova Rainha da Música Pop", enquanto que a equipe da Billboard proclamou-a como "Nova Rainha da Música Alternativa", chamando-a, ainda, de a nova artista mais procurada. James Montgomery, da MTV, fez o seguinte comentário quando Lorde tornou-se a artista mais jovem a culminar na Billboard Hot 100: "Isso é apropriado, considerando os sentimentos anti-riqueza de seu hit 'Royals', a rara canção pop que se atreve a sobrescrever a insipidez do seu próprio gênero. Por isso, o seu sucesso é um pouco chocante: nem a faixa, nem a jovem de dezesseis anos que a canta parecem encaixar-se dentro dos limites do reluzente top dez, uma esfera rarefeita povoada por [nomes] como os de Katy Perry e Miley Cyrus". Joe Zadeh, da revista Clash Music, ao comparar o disco aos trabalhos desenvolvidos por Cyrus e Rihanna, afirmou que a popularidade de Pure Heroine sugere que nem tudo está perdido; Joe ainda citou um trecho de uma matéria publicada pelo The Guardian sobre Cyrus, na qual Kitty Empire revelou sentir-se profundamente deprimida ao ver que cantoras pops sentem dificuldade em comercializar suas canções sem lamberem marretas, e chamou Lorde de "a nossa salvadora sem marreta". No periódico português Público, Luísa Teixeira da Mota, comparando Lorde a Rihanna, Miley Cyrus e Britney Spears, proferiu: "A Lorde chegou e, sem se despir, está a destronar as rainhas do pop. É verdade. Por mais incrível que pareça, há quem não precise de tirar a roupa para chegar ao topo". Jornalistas da revista Veja consideraram que: "2013 foi um ano em que intérpretes como Miley Cyrus, Lady Gaga e Katy Perry protagonizaram muito mais escândalos e estratégias nababescas de divulgação do que propriamente fizeram boa música. Por outro lado, 2013 foi o ano de 'Royals', uma canção pop de alto calibre com um pouco de batida de hip hop muito bem interpretada, e cuja letra faz uma crítica à sociedade do consumo. Mais impressionante, é saber que 'Royals' não saiu da pena de uma artista consagrada ou de algum poeta veterano; ela saiu de uma cantora de dezessete anos chamada Lorde".
Em dezembro de 2013, a MTV elegeu Lorde como a "Mulher do Ano", afirmando que ela usou sua música para desafiar os seus companheiros a pensar sobre o que realmente importa, além de dinheiro, carros e roupas. Comentando sobre a decisão, a equipe do canal disse: "Talvez, o mais impressionante é o caminho de Lorde para o sucesso e o estrelato em 2013. Saindo do nada, a jovem cantora e compositora pediu ajuda de apenas um produtor para o seu álbum, em meio a uma era da música pop na qual as grandes estrelas trabalham com uma vasta gama de colaboradores e escritores. Ela escreveu seu maciço hit 'Royals' em menos de uma hora e deu o passo ousado de lançar o seu primeiro EP gratuitamente através de plataformas como SoundCloud (...) Entretanto, Lorde continua a preservar uma aura de mistério, mantendo aparições públicas e atuações ao mínimo em meio ao estrelato. Não é nenhuma surpresa que a efusiva matéria de capa da Billboard proclamou-a como a nova artista mais procurada do ano". Ela também foi listada entre os dez finalistas do catálogo "Artistas do Ano de 2013", da MTV News, e, no mesmo mês, foi eleita a jovem mais influente do mundo pela revista  Time. Em 2014, a revista norte-americana Forbes colocou Lorde no primeiro lugar de sua lista, na categoria musical, de jovens como menos de trinta anos que estão mudando o mundo e a chamou de: "A maior estrela da Nova Zelândia". No mesmo ano, Dave Grohl, vocalista da banda Foo Fighters, em uma entrevista com a Rolling Stone, elogiou a cantora pelo modo como ela promove a sua música sem apelar ao que ele chamou de "pop de strippers", dizendo: "Quando a encontrei [Lorde], eu falei ‘Na primeira vez que ouvi sua música no rádio, estava com minhas filhas cantando junto e senti esperança de elas crescerem em um ambiente menos superficial", enquanto que a equipe da revista Billboard colocou-a na primeira posição na sua lista dos jovens com menos de 21 anos mais bem-sucedidos de 2014.

## Alinhamento das faixas
Este é o alinhamento oficial das faixas. Todas as canções foram escritas e compostas por Ella Yelich O'Connor e Joel Little, com a exceção de "Swingin Party", que foi escrita por Paul Westerberg.
| Pure Heroine - edição padrão |                     |         |  |
| N.º                          | Título              | Duração |  |
| 1.                           | "Tennis Court"      | 3:18    |  |
| 2.                           | "400 Lux"           | 3:54    |  |
| 3.                           | "Royals"            | 3:10    |  |
| 4.                           | "Ribs"              | 4:18    |  |
| 5.                           | "Buzzcut Season"    | 4:06    |  |
| 6.                           | "Team"              | 3:13    |  |
| 7.                           | "Glory and Gore"    | 3:30    |  |
| 8.                           | "Still Sane"        | 3:08    |  |
| 9.                           | "White Teeth Teens" | 3:36    |  |
| 10.                          | "A World Alone"     | 4:54    |  |

| Pure Heroine - edição especial (faixas bônus) |                        |         |  |
| N.º                                           | Título                 | Duração |  |
| 11.                                           | "No Better"            | 2:50    |  |
| 12.                                           | "Bravado"              | 3:41    |  |
| 13.                                           | "Million Dollar Bills" | 2:18    |  |
| 14.                                           | "The Love Club"        | 3:21    |  |
| 15.                                           | "Biting Down"          | 3:33    |  |
| 16.                                           | "Swingin Party"        | 3:42    |  |
| Duração total:                                | Duração total:         | 55:13   |  |

| Pure Heroine - edição japonesa (faixas bônus) |                   |         |  |
| N.º                                           | Título            | Duração |  |
| 11.                                           | "Bravado"         | 3:41    |  |
| 12.                                           | "Swigin Party"    | 3:42    |  |
| 13.                                           | "Bravado" (Remix) | 3:43    |  |

## Créditos
Lista-se abaixo os profissionais envolvidos na elaboração de Pure Heroine, de acordo com o encarte do CD:
- Ella Yelich O'Connor: vocais, co-produção
- Charles Howells: fotografias
- Stuart Hawkes: master recording
- Mario Hugo: design, ilustração
- Joel Little: produção, instrumentação, mixagem, engenharia
- Ania Nowak: auxiliar de design

## Desempenho comercial
Pure Heroine estreou-se no primeiro lugar da Recording Industry Association of New Zealand (RIANZ), da Nova Zelândia, na edição publicada em 7 de outubro de 2013, com mais de quinze mil cópias vendidas, recebendo, então, o certificado de platina da empresa. Ele permaneceu na colocação durante as duas semanas seguintes e, posteriormente, oscilou dentre os dez mais bem-vendidos durante dezessete edições, vindo a retornar à primeira posição na sua décima oitava semana de vendas. O disco permaneceu no topo da tabela por oito semanas não-consecutivas entre 2013 e 2014 e, até a data, foi premiado com cinco discos de platina pela organização, tendo sido o segundo mais vendido de 2013 no país e o sexto de 2014. Sucesso semelhante experimentou em território australiano, onde também atingiu o primeiro lugar em sua semana de estreia — tornando-se o terceiro mais rapidamente vendido em sete dias — e foi condecorado com o galardão de ouro da Australian Recording Industry Association (ARIA) duas semanas após o seu lançamento. Nas semanas subsequentes, Pure Heroine desempenhou-se dentre os dez mais vendidos da Austrália e chegou ao fim de 2013 com mais de cem mil unidades faturadas, tornando-se o nono CD mais comprado do ano.
No Reino Unido, o material entrou na quarta posição da lista oficial dos mais vendidos, com dezoito mil réplicas vendias, enquanto que no Canadá debutou na vice-liderança da lista compilada pela Music Canada. Nos Estados Unidos, ele transportou cerca de 129 mil exemplares em sua semana de lançamento, entrando na terceira colocação da Billboard 200. Na sua segunda semana, desceu para a sexta colocação, vendendo 63 mil cópias — uma queda de 51% de suas vendas em relação à semana anterior. Sete dias mais tarde, fixou-se no sétimo lugar, com 48 mil unidades, retornando ao top cinco na sua quarta semana na tabela, ao comercializar mais quarenta mil exemplares para o país. De acordo com a Nielsen SoundScan, o CD havia vendido 413 mil exemplares até 3 de dezembro de 2013 e no dia 19 do mesmo mês totalizou 541 mil réplicas. No dia 25, o álbum apresentou um aumento de 14% em suas distribuições e saltou da décima primeira colocação para a sétima, faturando outras 78 mil unidades. Na primeira semana de 2014, vendeu 46 mil cópias e subiu à quinta posição, mantendo-se no posto nos sete dias precedentes, com mais 33 mil exportações. Pure Heroine vendeu 797 mil cópias em quatro meses nos Estados Unidos e mais de 6.8 milhões de faixas digitais.
Em fevereiro de 2014, após a apresentação de Lorde na 56.ª edição dos Grammy Awards, o disco apresentou um acréscimo de 86% em suas vendas ao longo das semanas antecedentes e retornou à sua posição pico na tabela, a terceira, com 68 mil réplicas transportadas. No dia 19 do mesmo mês, o disco caiu para a oitava posição, mas, após vender mais de 39 mil cópias, curvou-se na sétima e, posteriormente, moveu-se para o número seis, com outras trinta mil cópias. Simultaneamente, atingiu a marca de um milhão de unidades vendidas nos Estados Unidos, tornando-se o primeiro disco de um artista em estreia a atingir tal marca desde outubro de 2013. Além disso, converteu Lorde na primeira artista feminina a vender um milhão de unidades de seu primeiro álbum de estúdio desde abril de 2011, quando a britânica Adele alcançou a façanha com 19. Até outubro de 2014, o disco havia vendido mais de 1.5 milhão de cópias em solo norte-americano, incluindo 641 mil nos primeiros seis meses do ano, tornando-se o quarto mais vendido nesse período. Ele foi o oitavo mais comprado de 2014 no país, com 841 mil unidades, e registra mais de quatro milhões distribuídas em nível global.
| Tabela musical                                          | Melhor posição |
| ------------------------------------------------------- | -------------- |
| Alemanha (Media Control Charts)                         | 13             |
| Argentina (Argentine Monthly Albums)                    | 10             |
| Austrália (ARIA Charts)                                 | 1              |
| Áustria (Ö3 Austria top 40)                             | 14             |
| Bélgica (Ultratop 50 de Flandres)                       | 17             |
| Bélgica (Ultratop 40 da Valônia)                        | 16             |
| Brasil (Associação Brasileira dos Produtores de Discos) | 4              |
| Canadá (Canadian Albums Chart)                          | 2              |
| China (Sino Chart)                                      | 6              |
| Coreia do Sul (Gaon International Albums Chart)         | 11             |
| Croácia (Hrvatska Diskografska Udruga)                  | 6              |
| Dinamarca (IFPI Dinamarca)                              | 12             |
| Escócia (Scottish Singles and Albums Charts)            | 6              |
| Eslovênia (Recording Industry Association of Slovenia)  | 9              |
| Espanha (Productores de Música de España)               | 58             |
| Estados Unidos (Billboard 200)                          | 3              |
| Estados Unidos (Alternative Albums)                     | 1              |
| Estados Unidos (Rock Albums)                            | 1              |
| Finlândia (IFPI Finlândia)                              | 17             |
| França (Syndicat National de l'Édition Phonographique)  | 20             |
| Grécia (IFPI Grécia)                                    | 13             |
| Irlanda (IRMA Albums Chart)                             | 4              |
| Itália (Federazione Industria Musicale Italiana)        | 26             |
| Japão (株式会社オリコン)                                | 34             |
| México (AMPROFON)                                       | 32             |
| Noruega (VG-Lista)                                      | 2              |
| Nova Zelândia (The Official New Zealand Music Chart)    | 1              |
| Países Baixos (MegaCharts)                              | 14             |
| Portugal (Associação Fonográfica Portuguesa)            | 13             |
| Reino Unido (UK Albums Chart)                           | 4              |
| Reino Unido (UK Digital Albums)                         | 3              |
| Chéquia (IFPI Czech Republic)                           | 29             |
| Suécia (Swedish Recording Industry Association)         | 6              |
| Suíça (Schweizer Hitparade)                             | 8              |

| Região (Certificador)     | Certificação | Vendas     |
| ------------------------- | ------------ | ---------- |
| Alemanha (BVMI)           | Ouro         | 100.000+   |
| Austrália (ARIA)          | 2× Platina   | 140.000+   |
| Áustria (IFPI Áustria)    | Platina      | 15.000+    |
| Brasil (ABPD)             | Ouro         | 20.000+    |
| Canadá (Music Canada)     | 2× Platina   | 160.000+   |
| Colômbia (APDIF Colômbia) | Ouro         | 5.000+     |
| Estados Unidos (RIAA)     | 3× Platina   | 3.000.000+ |
| França (SNEP)             | Ouro         | 100.000+   |
| México (AMPROFON)         | Ouro         | 30.000+    |
| Nova Zelândia (RIANZ)     | 5× Platina   | 75.000+    |
| Polônia (ZPAV)            | Platina      | 20.000+    |
| Reino Unido (BPI)         | Ouro         | 100.000+   |
| Suécia (IFPI Suécia)      | Ouro         | 20.000+    |
| Mundo (IFPI World Chart)  | —            | 7.750.000+ |

## Histórico de lançamento
Pure Heroine foi distribuído nos formatos de Compact Disc (CD) e download digital nos continentes europeu e americano entre os meses de setembro e outubro de 2013, através das gravadoras Universal Music e Republic Records. Foi lançado em uma versões padrão e uma especial, trazendo dez faixas na primeira e dezesseis na segunda, além de ter sido lançado em uma edição especial limitada no Japão, que contém as faixas "Swingin Party" e "Bravado", e um remix desta última.
| País           | Data                    | Formato              | Gravadora        |
| -------------- | ----------------------- | -------------------- | ---------------- |
| Austrália      | 27 de setembro de 2013  | CD, download digital | Universal Music  |
| Brasil         | 27 de setembro de 2013  | CD, download digital | Universal Music  |
| Nova Zelândia  | 27 de setembro de 2013  | CD, download digital | Universal Music  |
| Estados Unidos | 30 de setembro de 2013  | CD, download digital | Republic Records |
| Canadá         | 1.º de outubro de 2013  | CD, download digital | Republic Records |
| Alemanha       | 25 de outubro de 2013   | CD, download digital | Universal Music  |
| Irlanda        | 25 de outubro de 2013   | CD, download digital | Universal Music  |
| Reino Unido    | 28 de outubro de 2013   | CD, download digital | Universal Music  |
| Espanha        | 28 de outubro de 2013   | CD, download digital | Universal Music  |
| Portugal       | 28 de outubro de 2013   | CD, download digital | Universal Music  |
| Japão          | 19 de fevereiro de 2014 | CD, download digital | Universal Music  |